# Alcalimetría
La alcalimetría hace referencia a la manera de hallar el contenido de una solución alcalina o también de la determinación de la cantidad de álcali de una solución. El álcali suele ser óxido, hidróxido o un carbonato del grupo de los alcalinos. Estos desempeñan una función de bases fuertes, siendo bastante solubles en agua, como por ejemplo el amoniaco.

## Ejemplo de alcalimetría
En el caso de un álcali, para preparar una solución y valorarla se utiliza una solución de hidróxido sódico: NaOH; es decir, una base fuerte. Se pesan unos 4.02 g de NaOH disuelto en agua destilada previamente hervida, hasta alcanzar el volumen final de un litro, con el fin de preparar la disolución.
Seguidamente se añaden unas pocas gotas de indicador, que en este caso puede ser fenolftaleína, y se titula con ácido clorhídrico: HCl, y ya se pueden anotar los resultados.